# Cuarta Sección, Oaxaca
Cuarta Sección är en ort i Mexiko.   Den ligger i kommunen San Bartolo Coyotepec och delstaten Oaxaca, i den sydöstra delen av landet, 400 km sydost om huvudstaden Mexico City. Cuarta Sección ligger 1 536 meter över havet och antalet invånare är 525.
Terrängen runt Cuarta Sección är kuperad österut, men västerut är den platt. Runt Cuarta Sección är det ganska tätbefolkat, med 67 invånare per kvadratkilometer. Närmaste större samhälle är Oaxaca de Juárez, 14,1 km norr om Cuarta Sección. Trakten runt Cuarta Sección består till största delen av jordbruksmark.